# RPGnet
 (avril 2024).
Si vous disposez d'ouvrages ou d'articles de référence ou si vous connaissez des sites web de qualité traitant du thème abordé ici, merci de compléter l'article en donnant les références utiles à sa vérifiabilité et en les liant à la section « Notes et références ».
RPGnet est une encyclopédie en ligne en anglais sur les jeux de rôle (jeu de société). Le site traite également d'autres jeux, notamment des jeux de société et des jeux vidéo de rôle.
RPGnet a été fondé en 1996 par Emma et Sandy Antunes, Shawn Althouse (alias « Etrigan ») et Brian David Phillips, comme un moyen d'unifier un certain nombre de sites de jeux éphémères. En 2001, il a été racheté par Skotos Tech, mais conserve son autonomie créative et éditoriale. Actuellement, il est dirigé par Shannon Appelcline de Skotos, tandis qu'un certain nombre de modérateurs et d'administrateurs bénévoles aident à maintenir les forums.

## Services de RPGnet

### Forums
Basés à l'origine sur le script Matt's WWWBoard, les forums RPGnet de 1997 étaient formatés dans le style des sujets de forums de discussion anciens, et étaient principalement dédiés à la conception des jeux et aux nouvelles de l'industrie. Avec le passage à vBulletin en 2002, de nouvelles sections ont été ajoutées pour répondre aux besoins des joueurs et des passionnés. Les forums ont utilisé vBulletin pendant les seize années suivantes, jusqu'en novembre 2018, date à laquelle ils ont été migrés vers le logiciel XenForo 2.
Au fil du temps, les forums RPGnet se sont développés pour englober un large éventail de sujets liés aux jeux et aux médias modernes. « Tabletop Roleplaying Open », le forum de discussion générale sur les jeux, compte le plus grand nombre de messages par jour. Il existe également des forums jeux vidéo, play-by-post et jeux de société, une section consacrée à la conception de jeux, à l'édition et au brainstorming en général, tandis que la section « Autres médias » couvre la télévision, les bandes dessinées, les films et les livres. Le site héberge également de petits forums consacrés à la photographie, à la parentalité et à d'autres centres d'intérêt spécifiques.
Comme la plupart des grands forums, RPGnet a connu de nombreuses private jokes, slogans et flame wars récurrents. De nombreux auteurs de jeux, artistes et designers viennent y poster. Les règles de contenu et de conduite sont appliquées par les modérateurs, qui « peuvent faire ce qu'ils estiment nécessaire, selon leur bon jugement, pour promouvoir le bien-être des forums », même en allant au-delà des règles écrites, « afin de garder les forums conviviaux et accueillants ». Une liste des sanctions et des bannissements d'utilisateurs évalués par les modérateurs est mise à la disposition du public. Les politiques de RPGnet ont été occasionnellement référencées par d'autres plateformes et forums lors de l'élaboration de leurs propres politiques.
Un large éventail de goûts est présent sur les forums. Les petits jeux de niche et les jeux de rôle indépendants sont particulièrement bien représentés et les dernières sorties donnent souvent lieu à de nombreuses discussions. Les discussions sur Donjons et Dragons, Le Monde des Ténèbres, GURPS et d'autres systèmes populaires sont assez courantes. Exalted est connu pour générer un nombre particulièrement important de fils de discussion.
D'autres sites web extraient ou font référence à des messages de forum qui (comme dans le cas des concours Photoshop de Fark) ont une valeur durable, comme « ZenDesign » qui extrait des citations de films qui s'inspirent de World of Warcraft et « From the Shop Floor » qui emprunte au fil de discussion sur les démotivateurs.

### Critiques
Les critiques ont été une partie importante de RPGnet depuis sa création. Aujourd'hui, RPGnet dispose d'une archive active d'environ 13 000 critiques. La plupart des critiques concernent des jeux de rôle ou des suppléments. Ces dernières années, les utilisateurs ont contribué à de nombreuses critiques de jeux de plateau et de jeux de cartes. RPGnet publie également des critiques de films, de livres, d'albums de musique et de bandes dessinées, mais moins fréquemment.
Le système de critiques a été remanié au début de l'année 2003 et depuis, ces dernières sont apparues avec de nombreuses références croisées afin d'améliorer la navigation dans les vastes archives de ces mêmes critiques.
Actuellement, les critiques sont publiées les lundis, mercredis et vendredis. Les critiques de jeux de rôle sont publiées les lundis et vendredis, tandis que les critiques d'autres produits sont publiées les mercredis.

### Chroniques et articles
RPGnet compte actuellement environ vingt « colonnes » régulières. Ces rubriques sont postées toutes les quatre semaines, du lundi au vendredi (avec 3 à 4 chroniques postées au cours d'une semaine typique, en fonction de la coopération des chroniqueurs), les « semaines supplémentaires » du calendrier étant remplies par des chroniques additionnelles, au fur et à mesure qu'elles sont disponibles. La plupart des rubriques concernent des meneurs de jeu qui donnent des conseils sur l'organisation de jeux de rôle à d'autres maîtres de jeu, mais il y a une certaine variété. Ce site s'est fait connaître comme une source de théories de joueurs sur les jeux de rôle, et celles-ci sont souvent écrites par des auteurs ayant une formation académique.
Parmi les rubriques les plus connues, citons : « 52 Pickup »  qui promettait d'offrir un nouveau jeu chaque semaine pendant un an (on en est arrivé à une douzaine avant que l'auteur initial n'abandonne, puis à une autre douzaine avant que le second ne le fasse) ; « Behind the Counter »  qui continue à décrire les activités d'un magasin de vente au détail de jeux vidéo ; et « Freelancing is Not Free »  qui décrit comment devenir free-lance dans l'industrie du jeu vidéo. Des vétérans de l'industrie du jeu tels que Ross Winn, Chad Underkoffler (en) et Matt Drake figurent parmi les chroniqueurs les plus connus. La rubrique mensuelle de Sandy Antunes a été publiée sans interruption depuis la création du site.
Les forums comprennent des fils de discussion décrivant concrètement la pratique des jeux de rôle. Ces fils de discussion comprennent des descriptions de la manière dont les joueurs ont surmonté des défis spécifiques, et ils permettent aux observateurs de voir comment un jeu de rôle se déroule sans avoir à y participer.
Le logiciel des rubriques a été mis à jour en 2006, et il inclut maintenant des flux RSS complets ainsi qu'une variété de bases de données et une intégration complète dans les forums RPGnet.
Avant 2008, l'édition des rubriques était assurée par C.W. Richeson (2008), Shannon Appelcline (2006-2007), Michael Fiegel (en) (2001-2005) et Sandy Antunes (création-2001). Depuis janvier 2008, c'est Shannon Appelcline qui s'en occupe.
Les colonnes de RPGnet ont été référencées sur Slashdot (y compris « Gaming Girls of GenCon » et « A History of Wizards of the Coast »), ainsi que sur de nombreux blogs et sites de jeux.

### Wiki
Le wiki RPGnet a été ajouté au début de l'année 2005. Initialement conçu comme un lieu où les gens conçoivent ensemble des suppléments de jeu de rôle et des systèmes de jeu, il a également été utilisé pour assembler une encyclopédie de termes de jeu de rôle et de ressources, et pour compiler des informations sur les campagnes de jeu de rôle en cours qui se déroulent sur les forums.
Le wiki RPGnet est construit avec MediaWiki, le même logiciel que celui utilisé par Wikipédia.

### Encyclopédie
En 2006, RPGnet a ajouté un catalogue de jeux de rôle connu sous le nom de « Gaming Index ». Ce système est destiné à contenir tous les produits en anglais de jeux de rôle, et est consultable par divers moyens, notamment des hyperliens vers d'autres produits de l'éditeur, des auteurs ou de la gamme de jeu, ainsi que des liens vers les critiques de RPGnet sur le produit en question. Les utilisateurs peuvent ajouter des produits, les classer et les commenter. Au 13 novembre 2018, le site compte 19 832 jeux, 3 250 éditions supplémentaires et 2 245 magazines, représentant 1 458 systèmes de jeu uniques.

### Autres fonctionnalités
RPGnet proposait auparavant une boutique de jeux de rôle, qui était une version de RPGShop sous la marque RPGnet. Le site propose également un programme d'adhésion qui donne aux abonnés un accès anticipé aux critiques, à quelques privilèges du forum, et un accès en ligne à certains jeux Days of Wonder.
La Game Manufacturers Association (en) (GAMA) publie un journal semestriel intitulé « Games and Education ». Depuis 1998, les anciens numéros de ce journal sont archivés sur le site RPGnet.